# Ensemble Phorminx
Das Ensemble Phorminx wurde 1988 von Musikern und Komponisten in Darmstadt gegründet. Ausgangspunkt war die Idee einer unmittelbaren und langfristigen Kooperation zwischen Interpreten und Komponisten.
Werke der Neuen Musik werden von dem Ensemble fast ausnahmslos in enger Zusammenarbeit mit den jeweiligen Komponisten erarbeitet und aufgeführt. Über 80 Kompositionen sind inzwischen für Phorminx entstanden und uraufgeführt worden. Eine wichtige Aufgabe sieht das Ensemble ferner im Aufbau eines breiten, stetig sich entwickelnden Repertoires. Neue Wege der Vermittlung, das Heranführen junger Menschen an die oft schwierige Materie der Neuen Musik ist den Musikern des Ensembles ein wichtiges Anliegen. Dafür wurde das Ensemble 2011 mit dem Darmstädter Musikpreis ausgezeichnet.

## Einladungen zu diversen Festivals
Internationale Ferienkurse Darmstadt und Frankfurt Feste, Konzerte im In- und Ausland, Zusammenarbeit mit der Kammeroper Frankfurt (zeitgenössisches Musiktheater), Rundfunkproduktionen, (Südwestrundfunk, Hessischer Rundfunk, Bayerischer Rundfunk, SFB), sowie Konzertmitschnitte dokumentieren die künstlerische Arbeit von Phorminx. Anlässlich des 250. Geburtstags Johann Wolfgang von Goethes konzipierte das Ensemble in Verbindung mit dem Siemens-Kulturprogramm ein Projekt, mit dem es im August 1999 beim Schleswig-Holstein Musik Festival debütierte.

## Die Musiker des Ensemble Phorminx
Angelika Bender (Flöte), Thomas Löffler (Klarinette), Carola Schlüter (Sopran), Alwyn Tomas Westbrooke (Violine), Wolfgang Lessing (Violoncello), Markus Stange (Klavier), Bernd Mallasch (Schlagzeug), Helmut Oesterreich (Gitarre)

## Komponisten, die für das Ensemble komponiert haben
Hartmut Andres, Volker Blumenthaler, Jörg Birkenkötter, Konrad Boehmer, Giovanni Bonato, Achim Bornhöft, Dieter Buwen, Dietrich Boekle, Alois Bröder, Roberto Carnevale, André Cezanne, Sidney Corbett, Gerald Eckert, Hans Ulrich Engelmann, Johannes Fritsch, Stefan Hakenberg, Keiko Harada, Franz Jochen Herfert, Adriana Hölszky, Nicolaus A. Huber, Jan Kopp, Hubert Machnik, Dario Maggi, Cord Meijering, Olga Neuwirth, Karola Obermüller, Christoph Reimann, Rainer Pezolt, Michael Quell, Younghi Pagh-Paan, Valerio Sannicandro, Burkhard Söll, Andreas Sorg, Stefan Streich, Annette Schlünz, Benjamin Schweitzer, Ernstalbrecht Stiebler, Hans Thomalla, Toni Voelker, Jörg Widmann, u. a.

## CDs
- „Ensemble Phorminx“ (in Zusammenarbeit mit dem Südwestfunk; mit Arbeiten von Volker Blumenthaler, Dieter Buwen, Gottfried Michael Koenig, Cord Meijering und Iannis Xenakis). ambitus 97 955 (1995)
- „Vom Eise befreit“ (Kompositionen von Olga Neuwirth, Younghi Pagh Paan, Annette Schlünz, Nicolaus A. Huber, Jörg Widmann und Andreas Sorg). EMI (1999; ausgezeichnet mit dem Preis der deutschen Schallplattenkritik)
- „Ensemble Phorminx“ (Kompositionen von Hanns Eisler, Konrad Boehmer, Iannis Xenakis, Michael Finnissy, Richard Barrett und Willem Breuker). BVHAAST CD 0400 (2001)
- „2x2-Zwei Komponisten und zwei Ensembles“ (Werke von Volker Blumenthaler und Cord Meijering). Corviello Classics, COV 60403 (2005)